# Kathleen M. Adams
Kathleen M. Adams (1957, San Francisco, California) es una antropóloga cultural y profesora en la Universidad Loyola Chicago y curadora adjunta en el Museo de Campo de Historia Natural. Su foco de estudio son las islas del sudeste asiático, la antropología de turismo, estudios de patrimonio, museos, cultura material y artes étnicas, globalización, etnicidad y nacionalismo.

## Educación y enseñanza
Adams recibió una licenciatura en Antropología por la Universidad de California, Santa Cruz (1979), y un Ph.D. (1988) en sociocultural antropología por la Universidad de Washington en Seattle. También obtuvo formación de licenciatura adicional completada en Estudios de Museo por la Universidad de Washington y en Estudios indonesios por la Universidad Cornell y Universitas Kristen Satya Wacana, Salatiga, Indonesia.
Ha enseñado en la Beloit Universidad en Wisconsin (1988-1993), donde fue catedrática del Mouat Family para Jóvenes.  Ha sido profesora visitante en la Universidad Loyola Chicago John Felice Rome Centero, Universidad Ateneo de Manila en Filipinas, Al-Farabi Universidad en Kazajistán, y muchos del semestre de la Universidad de Virginia en viajes de estudio de mar.
Es actualmente profesora de antropología en Universidad Loyola Chicago y curadora adjunta en el Museo de Campo de Historia Natural.

## Premios y honores
Adams ha conducido investigaciones en Indonesia desde 1984.  Su libro sobre la política de arte y turismo en tierras altas de Sulawesi (Indonesia) ganando el Premio Alfa Sigma Nu por el libro de ciencia social mejor publicado en 2007-2009. Adams ha recibido varios premios por su enseñanza, incluyendo reconocimiento en 2012 por Princeton Review como una de las "300 mejores profesores" en EE. UU. y Canadá. Se le otorgó el Premio Loyola Chicago Universitario 2007 Sujack por Enseñanza de Excelencia (el premio de enseñanza más alta de la universidad) y por la Loyola Universidad 2016 Sujack Premio de Investigador Maestro.

## Publicaciones significativas
Kathleen Adams ha publicado varios libros y artículos numerosos sobre islas del sudeste asiático, la política de arte, trabajo doméstico, dinámica de identidad, museos, y la antropología de turismo. Algunos de sus trabajos significativos se listan abajo.
- 2015 "Families, Funerals and Facebook: Reimag(in)ing and Curating Toraja Kin in Translocal Times.” TRaNS: Trans –Regional and –National Studies of Southeast Asia, 3 (2).

- 2015 Guest Editor of Special Issue "Back to the Future? Emergent Visions for Object-Based Teaching in and Beyond the Classroom.” Museum Anthropology, v. 38 (2).

- 2015 "Identity, Heritage, and Memorialization: The Toraja Tongkonan of Indonesia.” In G. Riello & A. Gerritsen (eds) Writing Material Culture History, London: Bloomsbury.

- 2012 "Love American Style and Divorce Toraja Style: Lessons from a Tale of Mutual Reflexivity in Indonesia,” Critical Arts 26 (2).

- 2012. “Ethnographic Methods” for Handbook of Research Methods in Tourism: Qualitative and Quantitative Methods, eds. Larry Dwyer, Alison Gill and Neelu Seertaram. Northamton, MA & Edward Elgar/Ashgate, p. 339-351.

- 2011 Everyday Life in Southeast Asia. Indiana University Press (con Kathleen Gillogly).

- 2011 "Public Interest Anthropology, Political Market Squares and Re-scripting Dominance: From Swallows to ‘Race’ in San Juan Capistrano, CA." Journal of Policy Research in Tourism, Leisure and Events, 3 (2):147-169.

- 2010 "Courting and Consorting with the Global: The Local Politics of an Emerging World Heritage Site in Sulawesi, Indonesia.” In V.T. King, M. Parnwell & M. Hitchcock (eds.) Heritage Tourism in Southeast Asia, NIAS Press & Univ. of Hawai'i Press.

- 2008 "Indonesian Souvenirs as Micro-Monuments to Modernity: Hybridization, Deterritorialization and Commoditization." In Tourism in South-East Asia, Univ. of Hawai'i Press.

- 2008 “The Janus-Faced Character of Tourism in Cuba: Ideological Continuity and Change.” Annals of Tourism Research, 35 (1):27-46. Coautoría con Peter Sanchez.

- 2006. Art as Politics: Re-crafting Identities, Tourism, and Power in Tana Toraja, Indonesia. University of Hawaii Press (ganó el 2009 Association of Jesuit Colleges & Universities Alpha Sigma Nu National Book Award, mejor en Social Sciences 2007-2009)

- 2005. “Public Interest Anthropology in Heritage Sites: Writing Culture and Righting Wrongs.” International Journal of Heritage Studies, 11 (5):433-439.

- 2005. “Generating Theory, Tourism & “World Heritage” in Indonesia: Ethical Quandaries for Practicing Anthropologists.” National Association for the Practice of Anthropology Bulletin, 23:45-59. Parte de un Suplemento Especial sobre “Anthropological Contributions to Travel & Tourism: Linking Theory with Practice.”

- 2004. “The Genesis of Touristic Imagery: Politics and Poetics in the Creation of a Remote Indonesian Island Destination.” Tourist Studies, 4 (2):115-135.

- 2000. Home and Hegemony: Domestic Service and Identity Politics in South and Southeast Asia. University of Michigan Press (con Sara Dickey).

- 2000 A Changing Indonesia. Special issue of Southeast Asian Journal of Social Science, v. 28, No. 2 (invitada editado con Maribeth Erb).